# Jan Dolczewski
Jan Dolczewski, né le 11 juillet 1948, à Leszno, en Pologne, est un ancien joueur polonais de basket-ball.